# Crocota tinctaria
Crocota tinctaria är en fjärilsart som beskrevs av Jacob Hübner 1823. Crocota tinctaria ingår i släktet Crocota och familjen mätare. Inga underarter finns listade i Catalogue of Life.

## Bildgalleri

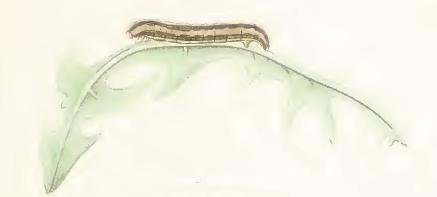